# Alegria (Rio Grande do Sul)
Pour les articles homonymes, voir Alegria.
Alegria est une municipalité brésilienne située dans l'État du Rio Grande do Sul.